# Czesław Murczyński
Czesław Murczyński, Teofil Blühbaum (ur. 2 września 1900 w Krakowie, zm. 27 grudnia 1971 w Szczecinie) – polski lekarz-radiolog, profesor nauk medycznych, rektor Pomorskiej Akademii Medycznej w Szczecinie (1950-1953)

## Życiorys
Czesław Murczyński urodził się w rodzinie Michała i Róży. Studiował medycynę na Wydziale Lekarskim Uniwersytetu Jagiellońskiego, otrzymując w 1925 dyplom lekarza i doktora wszechnauk lekarskich. W latach 1926–1930 przebywał w Berlinie, specjalizując się w zakresie radiologii. Po powrocie do Krakowa pracował jako rentgenolog w Okręgowym Związku Kas Chorych, a w kolejnych latach w:
- 1934–1939 – Klinice Neurologii UJ (asystent, kierownik pracowni rentgenowskiej),
- 1939–1941 – poliklinice w Łucku (Wołyń) jako lekarz radiolog
- 1941–1942 – Szpitalu Miejskim w Krakowie (lekarz radiolog)
- 1944–1948 – UMCS w Lublinie (kierownik Katedry Radiologii i prodziekan Wydziału Lekarskiego)
- 1948–1971 – Pomorskiej Akademii Medycznej w Szczecinie.

W 1946 został docentem na podstawie pracy O odosobnionej postaci spondylitis deformans cervicaalis. Rok później otrzymał tytuł profesora nadzwyczajnego, a w 1950 – tytuł profesora zwyczajnego. Był twórcą radiologii akademickiej na Pomorzu Zachodnim, wychowawcą licznych radiologów. Był organizatorem i kierownikiem Katedry i Zakładu Radiologii PAM oraz dyrektorem Instytutu Radiologii. W latach 1948–1950 pełnił funkcję dziekana Wydziału Lekarskiego, a w latach 1950–1953 – rektora Pomorskiej Akademii Medycznej w Szczecinie.
Był członkiem Komitetu Nauk Medycznych PAN, Szczecińskiego Towarzystwa Naukowego, Polskiego Towarzystwa Radiologicznego (założyciel i wieloletni kierownik oddziału szczecińskiego, wiceprezes Zarządu Głównego), International Roentgen Society, Gesellchaft für Medizinisch Radiologie der DDR (członek honorowy), redakcji czasopism fachowych, m.in. Rediologie Diagnostica (NRD).
Był pierwszym na świecie lekarzem, który w 1924 zastosował preparaty toru do diagnostyki radiologicznej. W 1957 utworzył w kierowanej przez siebie katedrze Ośrodek Izotopowy (drugi tego rodzaju ośrodek w Polsce), a w 1964 – Oddział Radioterapii.  
Jest autorem kompendium Zarys rentgenologii klinicznej (1947), dwutomowego podręcznika Rentgenologia kliniczna (1952), przetłumaczonego na język rosyjski, oraz 88 artykułów naukowych.

## Odznaczenia i nagrody
- Krzyż Komandorski Orderu Odrodzenia Polski[1][./Czesław_Murczyński#cite_note-EncSzcz-1 [1]]
- Krzyż Oficerski Orderu Odrodzenia Polski 1952)[3]
- odznaka „Za wzorową pracę w służbie zdrowia” (1951)[4]
- Medal 10-lecia Polski Ludowej (1955)[5]
- nagroda Ministra Zdrowia za szczególne osiągnięcia w pracy naukowej[1]
- nagroda naukowa Prezydium MRN w Szczecinie[1]